# Королівка (Житомирський район)
Королі́вка — село в Україні, у Корнинській селищній територіальній громаді Житомирського району Житомирської області. Населення становить 110 осіб.

## Географія
Розташоване на лівому березі річки Ірпінь.

## Історія
У 1923—63 роках — адміністративний центр Королівської сільської ради.

## Населення

### Мова
Розподіл населення за рідною мовою за даними перепису 2001 року:
| Мова       | Кількість | Відсоток |
| ---------- | --------- | -------- |
| українська | 105       | 95.45%   |
| російська  | 5         | 5.55%    |
| Усього     | 110       | 100%     |